# Caridemo
Caridemo de Eubea (en latín: Charidemus; en griego antiguo: Karídemos Χαρίδημος) fue un general griego.

## Biografía
Hijo de una mujer de Óreo y de padre desconocido. Comenzó su carrera militar como soldado y se convirtió después en comandante de un barco pirata y finalmente capitán de una banda de mercenarios, con la que entró al servicio de Atenas, subordinado al estratego (general) Ifícrates, que había sido enviado contra la polis de Anfípolis en 367 a. C.
En 364 a. C., Anfípolis se rindió a los atenienses, y entregó rehenes bajo la promesa de que Ifícrates sería substituido por Timoteo. Ifícrates confió los rehenes a Caridemo, que los devolvió a la ciudad, a pesar de que Atenas pedía su envío; entonces Caridemo huyó a la corte de Cotis I, rey odrisio de Tracia, que en aquel momento era enemigo de Atenas.
En 360 a. C., cuando Timoteo meditaba un nuevo ataque a Anfípolis, Caridemo se puso al servicio de Olinto, que le envió a la ciudad para ayudar en su defensa, pero cuando pasaba por Cardia fue apresado por los atenienses; entonces se puso a su servicio para luchar contra Olinto. Timoteo no consiguió tomar Anfípolis y Caridemo cruzó al Asia Menor y se puso al servicio de Memnón y Mentor, cuñados de Artabazo, que había sido apresado por Autofradates. 
Ocupó las ciudades de Escepsis, Cebrene e Ilión, y se declaró entonces contra sus amos; Artabazo había sido liberado y le amenazaba, y Caridemo pidió ayuda a Atenas, prometiendo recuperar el Quersoneso tracio para los atenienses. Artabazo finalmente le dejó marchar libremente siguiendo el consejo de Memnón y Mentor, antes de que llegase el escuadrón ateniense al Helesponto, dirigido por Cefisodoto.
Caridemo no cumplió con su promesa a los atenienses y se puso otra vez al servicio de Cotis I con cuya hija se casó. A la muerte de Cotis (359 a. C.) le sucedieron tres hijos, entre ellos Cersobleptes, y en 358 a. C., este rey le encargó la lucha contra los atenienses por la posesión del Quersoneso. Halló un motivo para enfrentarse a su amigo Cefisodoto y finalmente llegó a un acuerdo con éste, que era muy desfavorable para Atenas.
Atenodoro, aliado de los reyes tracios Perisades y Amádoco, hermanos de Cersobleptes, y aprovechando la indignación que había provocado la muerte de Miltocites en Cardia (instigada por Caridemo) impuso a Caridemo un nuevo tratado que establecía el reconocimiento por el rey de Tracia de los reinos de sus dos hermanos y la entrega del Quersoneso a Atenas; los atenienses habían enviado una fuerza militar, pero cuando el general Cabrias llegó con sólo un barco, Caridemo denunció el tratado e impuso al general ateniense un nuevo tratado muy desfavorable para Atenas (más aún que el de Cefisodoto) que fue rechazado por la asamblea atenienses.
Finalmente, el general Cares fue al Quersoneso con suficientes fuerzas e impuso a Caridemo (que se autotitulaba autocrátor) la ratificación del tratado hecho con Atenodoro, excepto la ciudad de Cardia que estaba retenida por Caridemo. Los oradores partidarios de Caridemo en Atenas, convencieron al pueblo que había cedido el Quersoneso de buen grado y le fue otorgada por sus servicios la ciudadanía ateniense y una corona de oro (357 a. C.).
En 352 a. C., los atenienses esperaban valerse de Caridemo para recuperar Anfípolis y se firmó un decreto (al que se opuso Demóstenes), que establecía la condición de inviolable de Caridemo en todo el imperio ateniense.
En 349 a. C. fue llamado el general Cares y sustituido en el mando de la guerra de Olinto por Caridemo. Aliado a los olintios asedió Palene y el territorio de Botiea, que parece que estaba en poder de Filipo II de Macedonia, pero su conducta en Olinto provocó ofensas, y fue llamado a Atenas y sustituido por Cares (348 a. C.).
No vuelve a ser mencionado prácticamente, pero se ha podido reconstruir un poco de los hechos, a menudo atribuidos a Caridemo de Atenas el embajador. Después de Queronea el partido de la guerra quería ostentar el poder, pero el tratado de paz aseguró el poder de Foción. Fue uno de los generales atenienses a los que Alejandro Magno exigió la rendición en 335 a. C., pero se pudo escapar a Persia donde Darío III le recibió con satisfacción, pero como se mostró disconforme con el preparativo del rey en el entierro de la batalla de Issos, fue ejecutado en 333 a. C.